# Apalači
Apalači so gorovje v JV Severne Amerike. Nastali so z  Alegansko orogenezo v mlajšem paleozoiku, le njihov severni del je nastal v starejšem, s kaledonsko orogenezo. So slabo poseljeni in močno degradirani. 
Zgodaj se je začela industrija (ker tu najdemo rudna bogastva, premog, les), a je sedaj slabše razvita.
Najvišji vrh je Mount Mitchell. (2.037 m).